# Unifrance
Unifrance (estilizado como UniFrance) é uma organização criada para promover filmes franceses fora da França. É administrada pelo Centre national du cinéma et de l'image animée. Tem centenas de membros, incluindo cineastas, roteiristas e agentes. Fundada em 1949, participa em cerca de 50 festivais de cinema por ano e foi um dos dez membros fundadores da European Film Promotion. Sua diretora-executiva atual é Daniela Elstner.
Em 2021, a Unifrance expandiu suas habilidades absorvendo a TV France International, uma associação de exportadores de programas audiovisuais franceses.